# Allianz Arena
Allianz Arena är en fotbollsarena i München i Bayern i Tyskland. Den invigdes den 30 maj 2005 och har av Uefa klassificerats som femstjärnig fotbollsarena. Allianz Arena var spelplats under VM i fotboll 2006 och under EM-slutspelen 2021 och 2024. Finalen i UEFA Champions League spelades här 2012 och 2025.

## Arenan
Allianz Arena ligger i Münchens norra utkant Fröttmaning. Arenan används och ägs av fotbollsklubben Bayern München och ersatte Olympiastadion som hemmaplan för klubbens A-lag för herrar. När den byggdes var även 1860 München delägare och föreningens A-lag spelade sina hemmamatcher här fram till 2017. Bayern München är sedan 2006 ensam ägare till arenan då klubben köpte 1860 Münchens andel. Allianz Arena är en fotbollsarena utan löparbanor.

### Byggnation

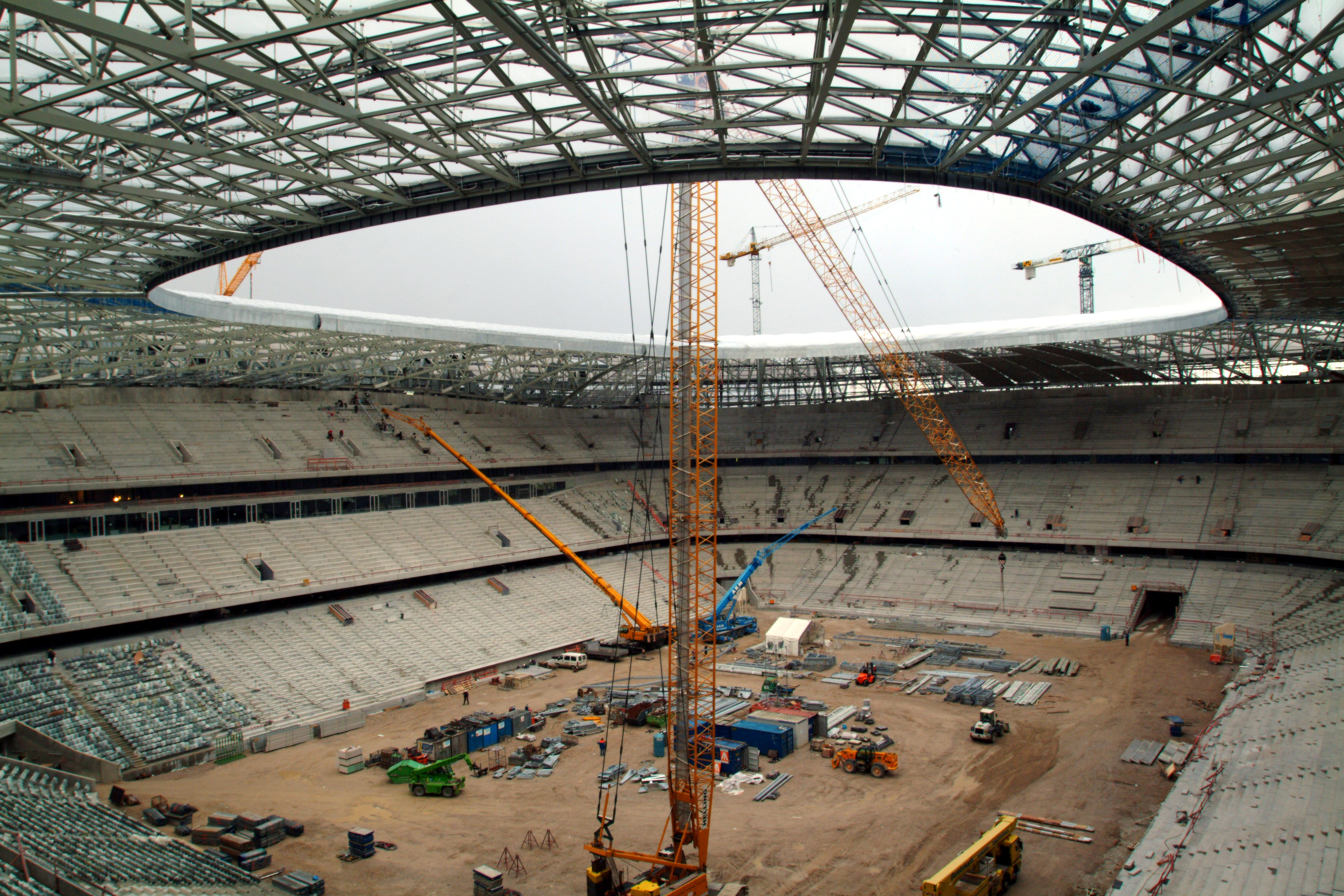
Allianz Arena under byggnation 2004.

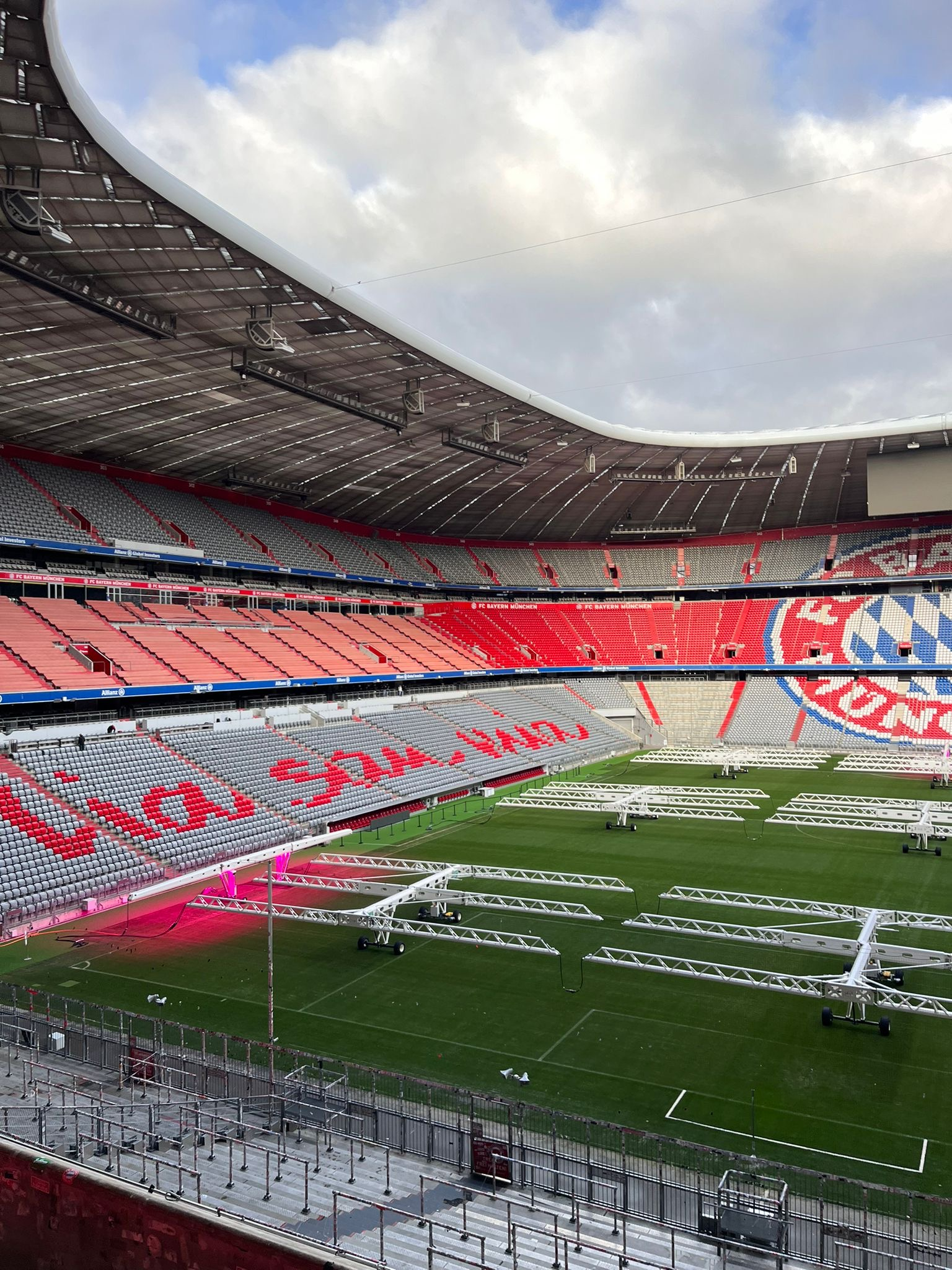
Allianz Arena.

I arkitekttävlingen vann förslaget från de schweiziska arkitekterna Herzog & de Meuron. Hösten 2002 påbörjades byggarbetena av Alpine Bau och den 21 oktober skedde det första spadtaget. Arbetena avslutade i slutet av april 2005.
Totalt användes 120 000 kubikmeter betong och 22 000 ton stål till arenan och ytterligare 85 000 kubikmeter betong och 14 000 ton stål till parkeringsgaraget. 
Arenans ytterhölje är uppbyggt av 2 874 speciella luftkuddar belysta av lysrör som med hjälp av olikfärgade täckskivor kan växla färg och mönster. Då Bayern München spelar lyser panelerna rött och när 1860 München spelar lyser de ljusblått. Vid annat evenemang eller när Tysklands landslag spelar lyser ett vitt sken.
Sedan 1860 lämnat arenan genomfördes under 2018 en ombyggnad. De gamla stolarna monterades bort och såldes till fans som anmält sitt intresse. De nya stolarna bildar en lägre del med grå stolar, en mellandel med röda stolar och en övre del med grå stolar.

### Invigning
Arenan invigdes den 30 maj med vänskapsmatch där TSV 1860 München besegrade 1. FC Nürnberg med 3–2. Dagen därpå spelades ännu en invigningsmatch, mellan FC Bayern München och Tysklands landslag den 30 maj 2005. De Bayern München-spelare som vid den tiden brukade vara uttagna till Tysklands landslag spelade hela matchen i klubblaget. Bayern München vann matchen med 4–2. Före matchen ägde en stor invigningsfest rum där man bland annat presenterade en drömelva med Bayerns Münchens främsta spelare genom tiderna. Efter matchen ägde ett stort invigningsfyrverkeri rum. 
Andra invigningsmatcher har bland annat spelats mellan Bayern Münchens och TSV 1860 Münchens veteranlag.

## Namn
Försäkringsbolaget Allianz är namnsponsor och har namnrättigheterna till arenan i 30 år. Under världsmästerskapet i fotboll 2006 hette arenan FIFA World Cup Stadium Munich på grund av Fifas sponsorregler. Även Uefa har liknande regler och under Uefa Champions League och övriga klubblagsturneringar kallas arenan för Fußball Arena München.

## Kapacitet
Publikkapaciteten är 69 344 (endast sittplatser) eller 75 000 åskådare när ståplatser är tillåtet. Den nedre sektionen tar upp till 20 000 åskådare, mellansektionen upp till 24 000 och den högsta sektionen 22 000 åskådare. 10 400 av sittplatserna på den nedre sektionen kan göras om till ståplats och då får ytterligare 3 120 åskådare plats. Den totala kapaciteten inkluderar 2 200 företagsplatser, 400 pressplatser, 106 loger med plats för 1 374 åskådare samt 165 rullstolsplatser. Det finns även 550 toaletter och 190 monitorer att följa matchen på. Det är tak över alla platser.

## Kommunikation
Arenan har Europas största parkeringshus med 9 800 parkeringsplatser, samt 350 parkeringsplatser för bussar. Fröttmanings tunnelbanestation ligger alldeles intill arenan utefter linje U6 i Münchens tunnelbana.

## Evenemang

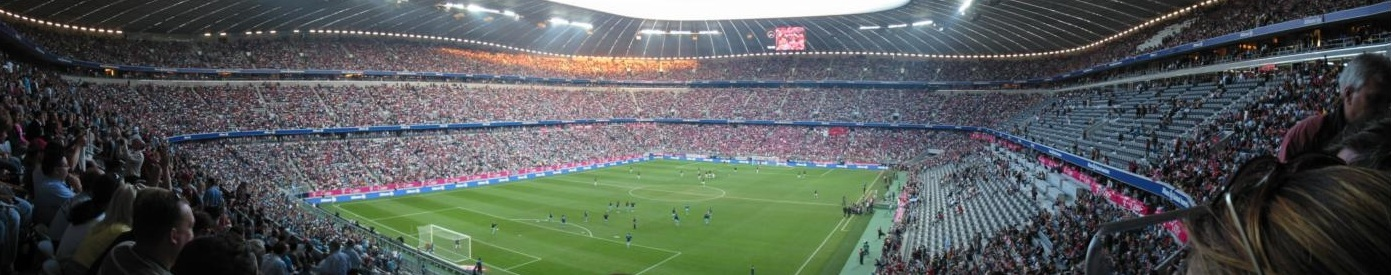
Allianz Arena under match.

### Världsmästerskapet i fotboll 2006
Allianz Arena var en av arenorna under Världsmästerskapet i fotboll 2006.

## Bilder

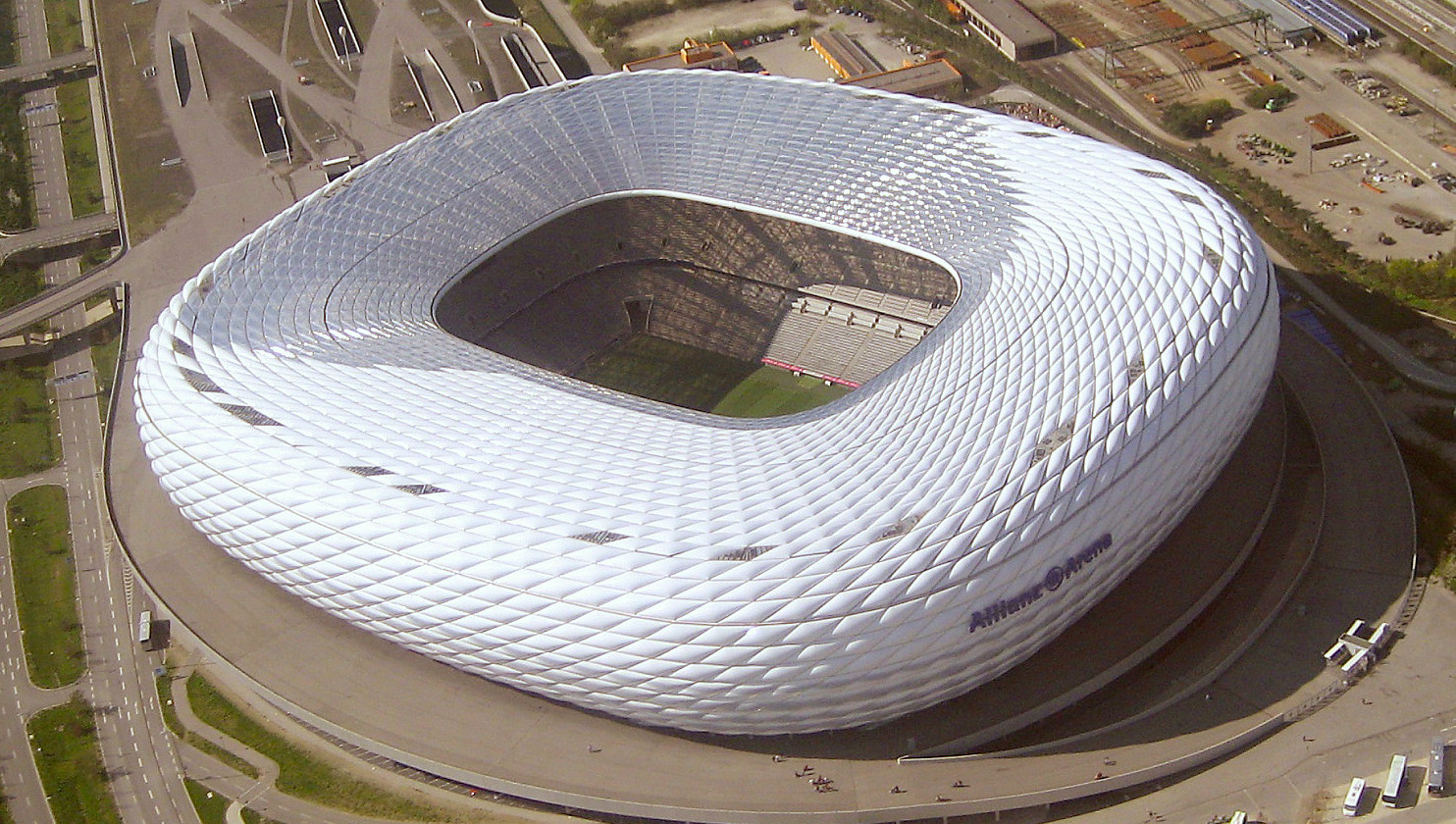
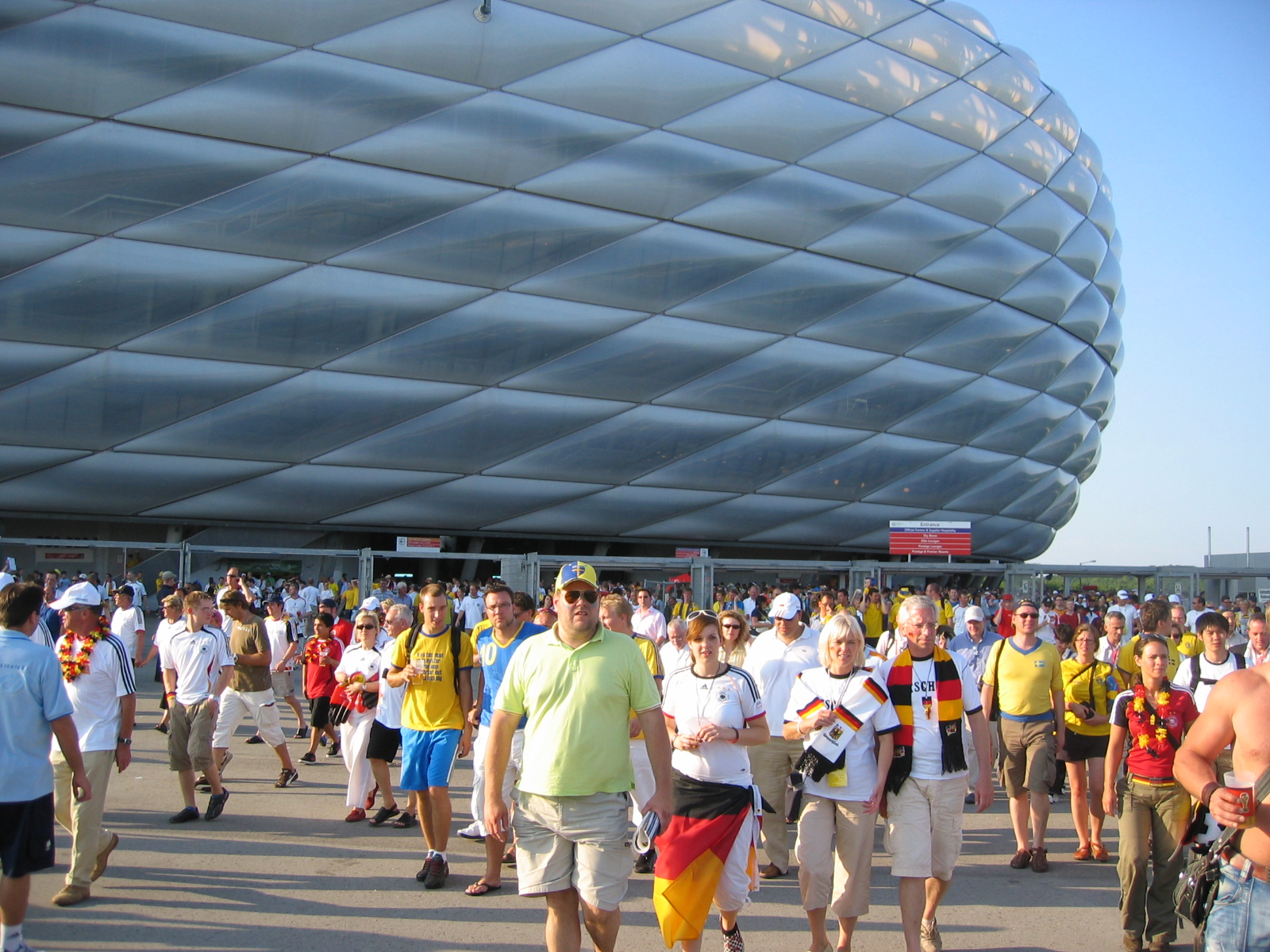
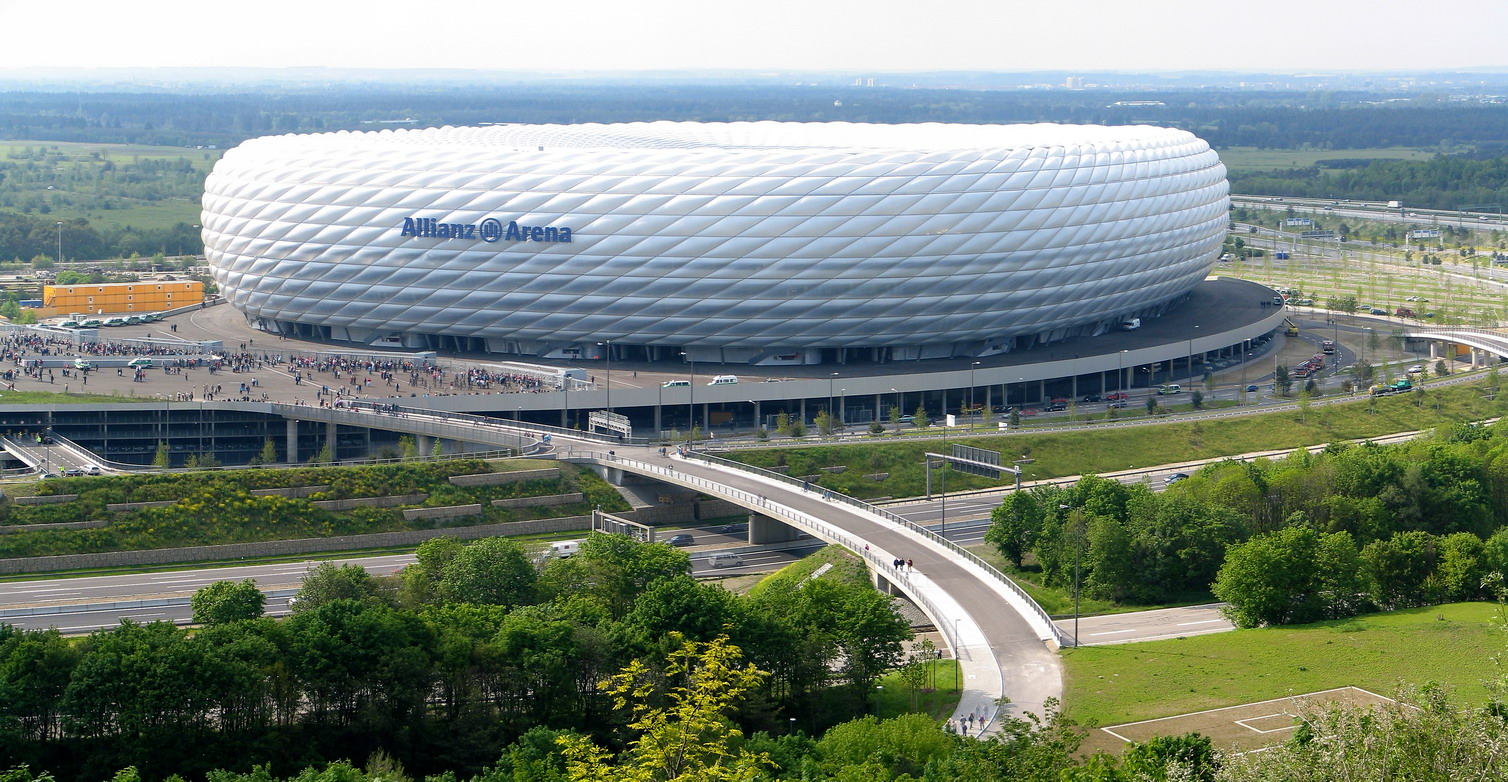
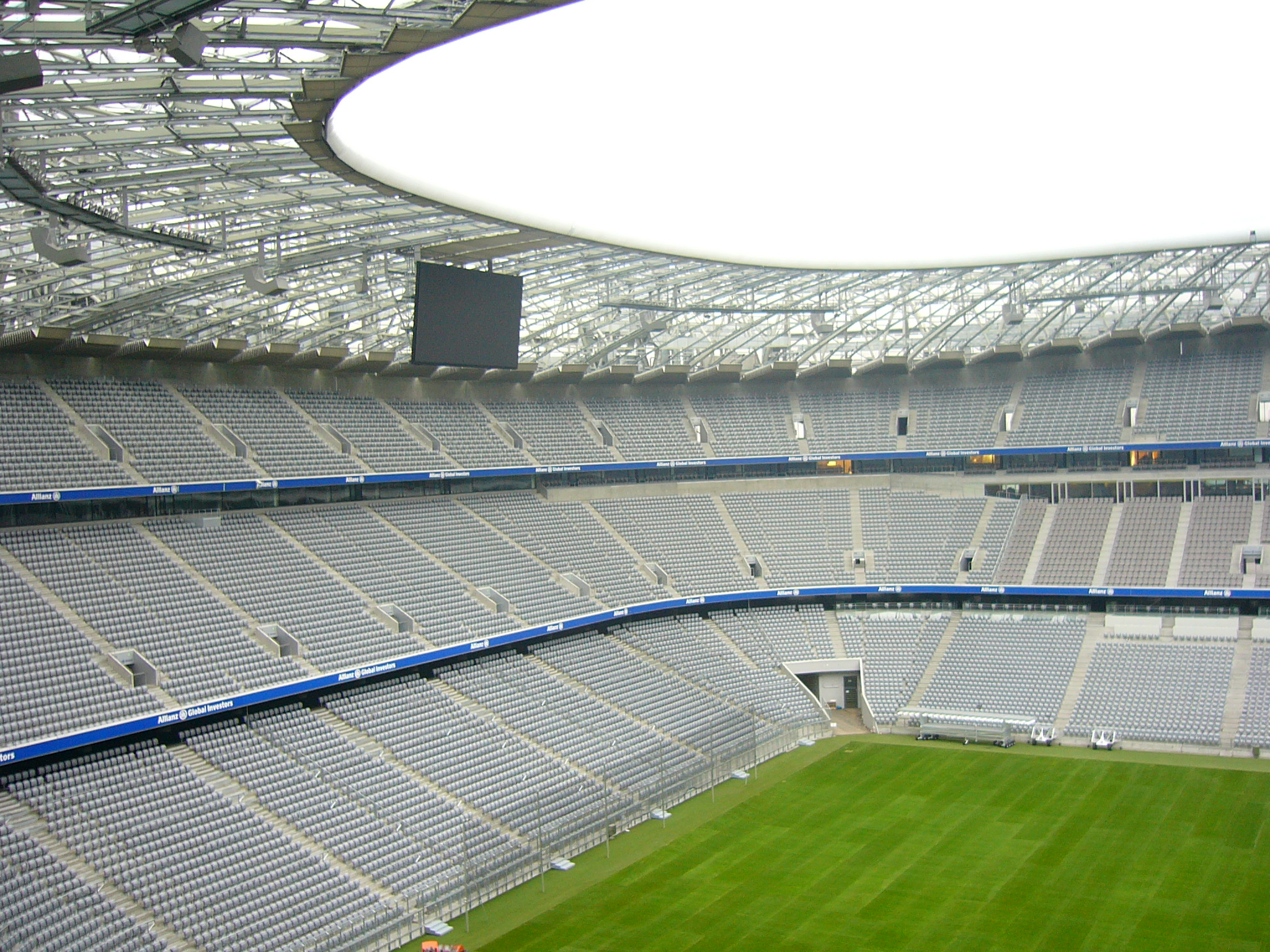
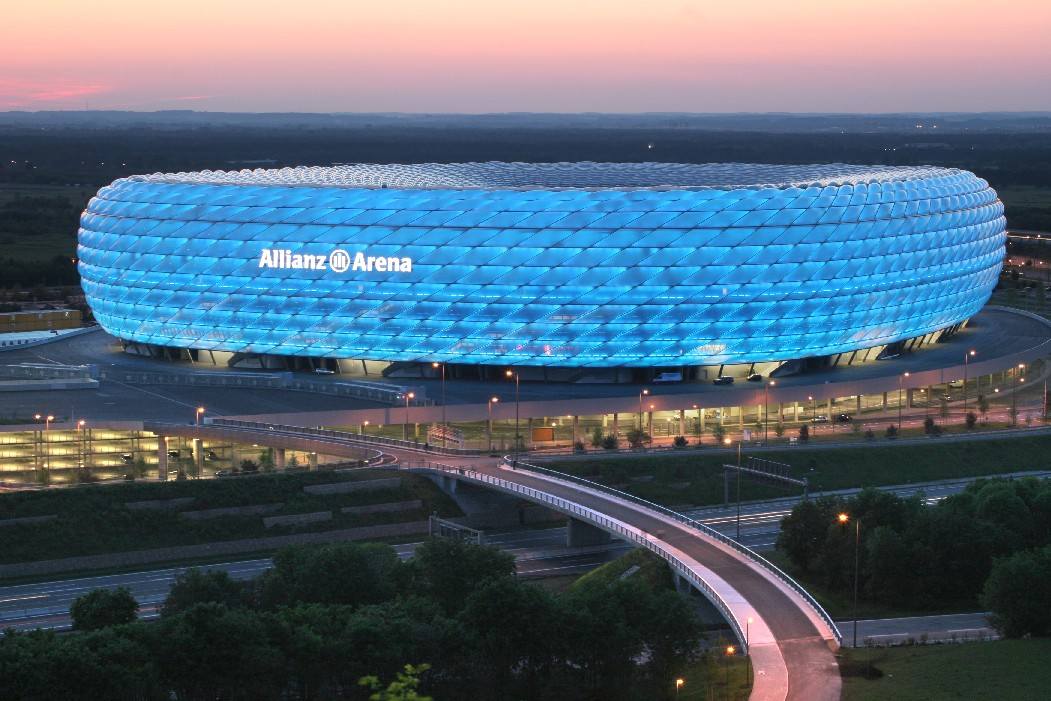
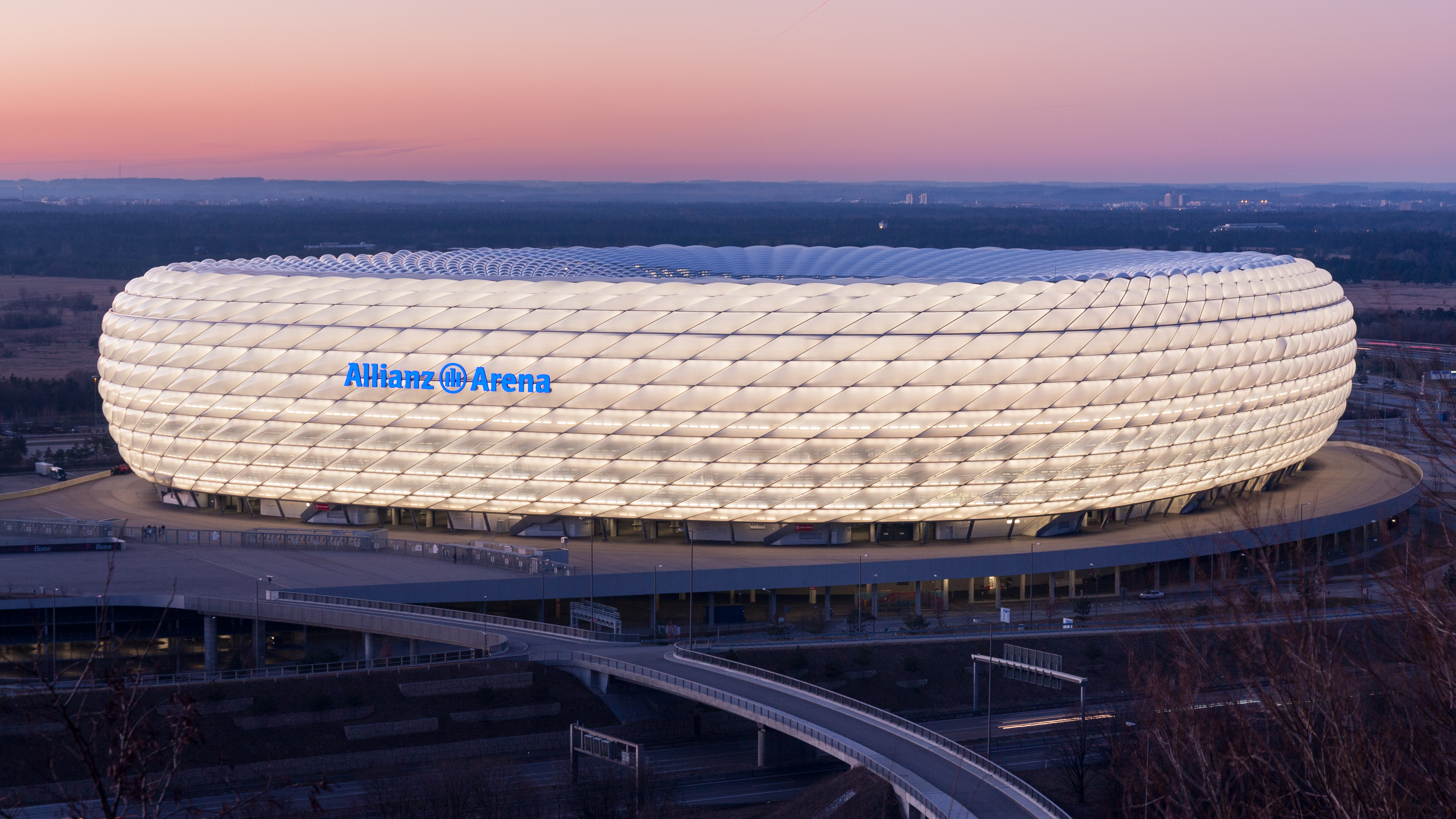

#### Matcher på Allianz Arena under VM
| Datum        | Tid (CET) | Lag 1           | Res. | Lag 2                  | Omgång                  | Åskådare |
| ------------ | --------- | --------------- | ---- | ---------------------- | ----------------------- | -------- |
| 09 juni 2006 | 18:00     | Tyskland        | 4–2  | Costa Rica             | Grupp A (öppningsmatch) | 66 000   |
| 14 juni 2006 | 18:00     | Tunisien        | 2–2  | Saudiarabien           | Grupp H                 | 66 000   |
| 18 juni 2006 | 18:00     | Brasilien       | 2–0  | Australien             | Grupp F                 | 66 000   |
| 21 juni 2006 | 21:00     | Elfenbenskusten | 3–2  | Serbien och Montenegro | Grupp C                 | 66 000   |
| 24 juni 2006 | 17:00     | Tyskland        | 2–0  | Sverige                | Åttondelsfinal          | 66 000   |
| 5 juli 2006  | 21:00     | Portugal        | 0–1  | Frankrike              | Semifinal               | 66 000   |

## Mått
- Arena: 258 m × 227 m × 50 m
- Gräsmatta: 111 m × 72 m
- Planmått: 105 m × 68 m
- Parkeringsgarage: 270 000 m²